# Pseudorabdion collaris
Pseudorabdion collaris är en ormart som beskrevs av Mocquard 1892. Pseudorabdion collaris ingår i släktet Pseudorabdion och familjen snokar. IUCN kategoriserar arten globalt som livskraftig. Inga underarter finns listade i Catalogue of Life.
Arten förekommer på Borneo. Den vistas i kulliga områden mellan 200 och 600 meter över havet. Ormen hittas främst i skogarnas lövskikt och den gräver kanske i översta jordlagret.